# Eine unbequeme Wahrheit
Eine unbequeme Wahrheit (An Inconvenient Truth) ist ein Dokumentarfilm von Davis Guggenheim mit dem ehemaligen US-Vizepräsidenten und Präsidentschaftskandidaten Al Gore über die globale Erwärmung. Nach den Ereignissen der Präsidentschaftswahl im Jahr 2000 widmete sich Al Gore noch stärker dem Kampf gegen die globale Erwärmung. Der Film zeigt Mitschnitte seiner in vielen Städten vorgestellten Präsentationen, in denen er seine Sicht auf wissenschaftliche und politische Aspekte der globalen Erwärmung vermittelt.
Der Film hatte seine Premiere auf dem Sundance Film Festival 2006. Er erhielt als erster Film seit zehn Jahren einen Special-Humanitas-Preis für seine besonders gelungene Botschaft an die Menschheit. Außerdem gewann der Film die Oscars 2007 für den besten Dokumentarfilm und für den besten Song (I Need to Wake Up von Melissa Etheridge). Er galt schon vor der Verleihung im Februar 2007 als Favorit.
Am 19. Januar 2017 wurde im Rahmen der neu eingerichteten „Klima-Sektion“ des Sundance Film Festivals die Fortsetzung Immer noch eine unbequeme Wahrheit – Unsere Zeit läuft (An Inconvenient Sequel: Truth to Power) am Eröffnungstag des Festivals 2017 uraufgeführt; die Inszenierung stammt von Bonni Cohen und Jon Shenk.

## Entstehung des Films
Das Thema der globalen Erwärmung fasziniert Gore, seit er einen Kurs bei Roger Revelle an der Harvard University besuchte. Nachdem er später in den Kongress gewählt worden war, veranlasste er die ersten Verhandlungen über dieses Thema und trat mit Wissenschaftlern und Politikern in Kontakt. Er war davon überzeugt, dass seine Argumente die Gesetzgeber zu Handlungen veranlassen würden, auch wenn dieser Vorgang nur langsam fortschreiten werde.
Al Gores Buch Wege zum Gleichgewicht (Originaltitel: Earth in the Balance) erreichte 1992 die Bestsellerliste der New York Times.
Als Vize-Präsident während Clintons Amtsperiode setzte Gore 1993 die Einführung einer Kohlesteuer durch, um die Ausschöpfung der fossilen Brennstoffe einzuschränken und somit den Treibhauseffekt zu reduzieren. 1997 half er bei der Durchsetzung des Kyoto-Protokolls, einer internationalen Vereinbarung mit dem Ziel, den Ausstoß an Treibhausgasen zu verringern. Die Vereinigten Staaten haben den Vertrag zwar unterzeichnet, ihn aber nicht ratifiziert. Während seines Wahlkampfs für die Präsidentschaftswahl im Jahr 2000 versprach Gore, dem Abkommen im Falle seines Amtsantrittes zuzustimmen. Er hat außerdem die Finanzierung eines Satelliten namens Triana unterstützt, der helfen soll, ökologische Probleme zu erkennen, und direkte Messungen der Reflexion von Sonnenlicht durchführt.
Nach seiner Niederlage bei der Präsidentschaftswahl überarbeitete Gore eine alte Diashow und begann, multimediale Vorträge über die globale Erwärmung zu halten. Zum Entstehungszeitpunkt des Films hatte er seine Rede bereits ungefähr eintausend Mal gehalten. Die Produzenten Laurie David und Lawrence Bender sahen seine Show in New York nach der Premiere des Films The Day After Tomorrow. Davon inspiriert trafen sie sich mit Regisseur Davis Guggenheim und dachten über die Möglichkeit nach, Gores Diashow in einen Film umzuwandeln. Guggenheim, der erst skeptisch war, sah später die Präsentation selbst und war „überwältigt“. Davon überzeugt, dass der Kampf gegen die globale Erwärmung die wichtigste aller Herausforderungen sei, wollte er versuchen, daraus einen Film zu machen.

## Inhalt
Der Film stellt Al Gores Sicht auf den derzeitigen Stand der Klimaforschung dar und kommentiert diesen:
Er weist auf die sehr dünne Erdatmosphäre hin, die aus dem All kaum zu erkennen ist, und stellt einen Einfluss der Menschheit auf die globale Erwärmung als möglich dar. Al Gore befürchtet, dass die Menschheit trotz der Größe der Erde mit ihren Abgasen die Zusammensetzung der Atmosphäre mit verheerenden Folgen verändert.
Von der Sonnenstrahlung, die die Erde und Atmosphäre erwärmt, wird ein Teil der Wärme als Infrarotstrahlung wieder nach außen abgestrahlt, während der Rest von der äußeren Atmosphärenschicht wieder zurückgestrahlt wird und so bisher die Temperatur relativ konstant hält. Die klimaschädigenden Treibhausgase machen die äußere Atmosphärenschicht immer undurchlässiger, es wird mehr Infrarotstrahlung zur Erde zurückgestrahlt. Daran ist das Kohlendioxid (CO2) beteiligt, dessen Gehalt seit dem Beginn der Aufzeichnungen von Roger Revelle im Jahre 1957 in Form einer Zickzack-Kurve insgesamt immer weiter ansteigt. Die jährliche Variation entsteht dadurch, dass die Landmasse nördlich des Äquators die meiste Vegetation enthält; sie kann im Frühjahr und Sommer mehr CO2 „einatmen“ und Sauerstoff „ausatmen“ als die ozeanreiche Südhälfte. Trotz der Versuche, die Emissionen von CO2, dem am weitesten verbreiteten Treibhausgas, einzudämmen, wie durch eine CO2-Steuer und das Kyoto-Protokoll, steigt der CO2-Gehalt weiter. Dadurch schmelzen die Gletscher ab, unter anderem am Kilimandscharo-Massiv und im Himalaya, letzteres mit dramatischen Folgen für die Trinkwasserversorgung von 40 Prozent der Menschheit. In 50 Jahren wird es kaum noch Gletscher wie die im Himalaya geben, aus denen sich die großen Flüsse speisen.
In den letzten 650.000 Jahren ist das Verhältnis zwischen dem CO2-Anteil und dem Rest der Atmosphäre zwar im Zusammenhang mit den Eiszeiten relativ konstant gestiegen und gefallen, wie Untersuchungsergebnisse an Eisbohrkernen zeigen, an denen man ähnlich wie an Jahresringen von Bäumen Rückschlüsse auf das Klima der Vergangenheit gewinnen kann. Doch in den letzten 50 Jahren ist der CO2-Anteil auf beinahe das Doppelte der bisherigen Höchstwerte gestiegen. Er wird bei fortschreitendem CO2-Ausstoß in 50 Jahren zehnmal so hoch sein, wodurch noch mehr Sonnenstrahlung in der Atmosphäre bleibt, was das Erdklima noch mehr anheizt.
Seit den siebziger Jahren haben Skeptiker eine Erwärmung der Weltmeere vorausgesagt und sind dafür ausgelacht worden. Heute erkennt man, dass ihre Prognosen richtig gewesen sind. Eine Erwärmung der Meere führt zu einer höheren Luftfeuchtigkeit und zu stärkeren Stürmen und Hurrikanen. Diese Zusammenhänge werden von der wissenschaftlichen Fachwelt bestätigt, doch in den Medien ähnlich geleugnet wie das expansive Streben des Faschismus in den 1930er Jahren von Appeasement-Politikern, denen Winston Churchill entgegensetzte, dass die Zeit des Zauderns vorbei sei, weil die Menschheit ins Zeitalter der Konsequenzen einträte.
Die globale Erwärmung geht mit sturzflutartigen Niederschlagsmengen einher, die kleine Gebiete überfluten, während zur gleichen Zeit benachbarte Gebiete austrocknen – wie im Jahr 1994 in Indien, wo der Monsun in vielen Regionen ausgeblieben ist, während Mumbai an einem Tag von 940 mm Niederschlag (940 Liter Regenwasser pro Quadratmeter) überflutet wurde. Durch die Erwärmung wird nicht nur dem Meer, sondern vielmehr dem Boden Wasser entzogen, vielerorts kommt es zur Versteppung. In Zentralafrika trocknet der Tschadsee aus.
In der Arktis taut der Permafrostboden auf, Pipelines zerbrechen und Häuser stürzen ein. Vor 35 Jahren konnte man 225 Tage, heute nur noch 75 Tage im Jahr mit dem LKW auf dem Permafrostboden fahren. Seit 1970 nahmen Menge, Ausdehnung und Dicke des Eises der Arktis um 40 Prozent ab, in 50 Jahren wird sie vollkommen verschwunden sein. Die arktische Eiskappe strahlt wie ein Spiegel die Sonnenstrahlung und die Wärme zu 90 Prozent ab, während sie auf dem Meer zu 90 Prozent absorbiert wird. Seit kurzem findet man vermehrt ertrunkene Eisbären, die manchmal Strecken über 100 km schwimmen müssten, um noch Packeis zu erreichen.
Das Weltklima ist wie ein großer Motor, der Wärme vom Äquator zu den Polen durch Strömungen und Windsysteme treibt. Das Klima ändert sich in abrupten Sprüngen. Wenn es nach dem statistischen Mittelwert einen weltweiten Temperaturanstieg von 2,75 °C gäbe, erwärmte sich die Erde in Äquatornähe nur um 0,5 °C, in der Arktis aber um 6 °C. Der Golfstrom ist eine Art Förderband des Ozeans, das durch das schwere salzhaltige Wasser der Arktis, das zum Ozeanboden sinkt, angetrieben wird. Vor 9000 Jahren kam es zu einer knapp 1000-jährigen Kälteperiode in der Atlantikregion, weil abgeschmolzenes Gletscherwasser auf dem nordamerikanischen Kontinent in den Nordatlantik gelangte, den Salzgehalt ausdünnte und damit den Golfstrom außer Kraft setzte. Etwas Ähnliches könnte schon in einem Jahrzehnt wieder passieren. Wenn sich auf der Oberfläche des Grönlandgletschers durch die Erwärmung Süßwasserseen bilden, die das atlantische Salzwasser verdünnen, wie es seit einigen Jahren zu beobachten ist, droht ein Klimaschock.
Im niederländischen Wattenmeer erschienen die Zugvögel seit Jahrhunderten um den 25. April, ihre Küken schlüpften um den 3. Juni. Die Ökosysteme hatten sich so aufeinander eingestellt, dass zu dieser Zeit auch Raupen schlüpften, die die Nahrungsgrundlage der Vögel bildeten. Doch mittlerweile schlüpfen die Raupen schon zwei Wochen früher als die Küken, so dass die Küken einerseits nicht mehr genug Nahrung haben und die undezimierte Raupenpopulation andererseits große Umweltschädigungen anrichtet. Es wandern auch neue Arten ein, die die ökologischen Nischen wieder schließen, wie beispielsweise Borkenkäfer in Alaska, die den Baumbestand vernichten. Auch Städte, die bewusst oberhalb der „Moskitohöhe“ gegründet wurden, leiden neuerdings unter einer Moskitoplage, die wiederum Krankheiten auf Mensch und Tier übertragen. Durch die Meereserwärmung kommt es zu einem Korallensterben, das wiederum Fischarten aussterben lässt. Die Aussterberate hat sich in den letzten Jahrzehnten vertausendfacht.
In der Antarktis sammelt sich das Schmelzwasser auf dem Eisschelf in Süßwasserseen. So ist schon innerhalb von 35 Tagen ein Eisschelf von einer immensen Größe verschwunden, dem Wissenschaftler noch eine 100-jährige Fortbestehensdauer zugestanden hatten. Das Festlandeis rutscht unter seinem eigenen Druck nach, das erwärmte Meer berührt die Unterfläche des herausgedrückten Eises, was ein Abschmelzen beschleunigt. Wenn das grönländische Festlandeis und der Antarktiseisschelf zur Hälfte schmelzen, steigt der Meeresspiegel weltweit um sechs Meter an. Das Wasser aus den Süßwasserseen verändert die Konsistenz des Eises, es entstehen Gletscherhöhlen, und der Zwischenraum zwischen dem Felsboden und dem Gletscher wird durch das sickernde Wasser geschmiert. Der Grönländische Eisschelf ist in den letzten 15 Jahren schon um die Hälfte geschrumpft, so Al Gore. Es sei in den nächsten Jahren mit über 100 Millionen Flüchtlingen durch den Anstieg des Meeresspiegels zu rechnen. Da Katastrophen abrupt aufträten, stehe die Menschheit vor Katastrophen ungeahnten Ausmaßes.
30 Prozent des CO2-Gehaltes in der Atmosphäre entstehen durch Waldbrände sowie Erdgasbrände. Alte Gewohnheiten und neue Technologien haben unvorhersehbare Konsequenzen, wie man am Beispiel der Atomwaffen erkennt. Auch der Anstieg der Weltbevölkerung von 2 Milliarden auf 6,6 Milliarden Menschen in noch nicht einmal 70 Jahren ist ein Beispiel für die unvorhersehbaren Folgen der Kombination von alten Gewohnheiten und neuen Technologien.
Der Aralsee schrumpft durch die Umleitung von Flüssen. Amerika und Europa belasten mit ihren Industrien das Weltklima am stärksten. Da sich der Mensch an die langsamen, stetigen Veränderungen gewöhne, brauche das kollektive Nervensystem der Menschheit einen ähnlichen Schock, wie er durch die Aufklärung über die Schädlichkeit des Zigarettenrauchens verursacht worden ist, obwohl die Zigarettenindustrie bis zum heutigen Tage mit Hilfe unverantwortlicher Wissenschaftler die Zusammenhänge zwischen Rauchen und Krebserkrankungen leugnet.
Al Gore erinnert sich an seine Kindheit und Jugend, während derer er in den Sommerferien auf der Farm seines Vaters bei der Rinderzucht und beim Tabakpflanzen mit sehr viel Spaß gearbeitet habe. Seine ältere Schwester ist durch das Zigarettenrauchen an Krebs gestorben, sein Vater habe daraufhin aus Schuldgefühlen das Tabakpflanzen eingestellt. Auch Al Gores Umweltaktivitäten gegen die Appeasement-Politik der Konservativen zur Klimaveränderung gründen auf Schuldgefühlen. Von Upton Sinclair stammt die Feststellung, dass es schwer sei, einen Mann dazu zu bewegen, etwas zu verstehen, wenn die Höhe seines Gehaltes davon abhängt, dass er es nicht versteht. Dagegen will Al Gore angehen.
Es sei sehr einfach, den CO2-Gehalt durch benzinsparende Autos, Wärmedämmung der Häuser und einen bewussten Energie- und Warenverbrauch zu reduzieren, ohne dass die gewohnte Lebensqualität sinkt.
Am Ende des Filmes wird auf weiterführende Informationen auf der Webseite zum Film hingewiesen.

## Rezeption
Eine Reihe von Klimatologen bestätigen, dass Al Gore den Stand der Klimaforschung im Film bis auf wenige, nebensächliche Details richtig darstellt. Ein Richter am High Court in London urteilte im Jahre 2007, dass der Film den Stand der Forschung zu Ursachen und wahrscheinlichen Folgen des Klimawandels „weitgehend korrekt“ wiedergebe. Auch der Kieler Klimaforscher Mojib Latif bezeichnet den Film als „im Großen und Ganzen richtig“, kritisiert jedoch das mangelnde wissenschaftliche Fundament des Films zum Beispiel in Bezug auf Einmalereignisse wie den Hurrikan Katrina, die nur dann eine Aussagekraft haben, wenn sie gehäuft auftreten.
Kritisiert wurde die Kürze, in der auf Lösungen der dargestellten Probleme eingegangen wurde. Gore wird vorgeworfen, für die Darstellung der dringend notwendigen Maßnahmen zum Klimaschutz im Film zu wenig Zeit zu verwenden, wodurch diese inhaltlich ungenau erläutert würden. Kritiker werfen Gore auch ungenügende Konsequenz bei der Anpassung des eigenen Lebensstils an die von ihm propagierten Ideale vor. Beispielsweise wird Gore im Film mehrfach in einem Flugzeug gezeigt. Al Gore verwende also selbst auch umweltschädliche Fortbewegungsmittel. Auch verfügt er über mehrere große private Anwesen, was ebenfalls mit dem Ziel, einen möglichst kleinen ökologischen Fußabdruck zu hinterlassen, kollidiere. Al Gore gleicht jedoch jeden Flug und den übrigen von ihm unvermeidlich verursachten Kohlendioxid-Ausstoß durch eine entsprechende Verminderung an anderer Stelle aus, indem er – ähnlich wie bei der deutschen Variante atmosfair – für entsprechende Treibhausgas-Reduktionsmaßnahmen Geld spendet. Außerdem steht entgegen Kampagnen der Boulevardpresse gar nicht zur Debatte, den Flugverkehr völlig abzuschaffen, sondern ihn lediglich auf ein vertretbares und notwendiges Maß zu reduzieren.
Manche Kritiker werfen Al Gore übertriebene oder einseitige Darstellung und die Präsentation von angeblich wissenschaftlich nicht immer gesicherten Fakten vor: Er verwende worst-case-Szenarien ohne zeitliche Einordnung, wie das komplette Abschmelzen der westlichen Antarktis, was nach heutigem Kenntnisstand wahrscheinlich mindestens einige tausend Jahre dauern würde. In diesem Kontext zeigt Gore die Folgen eines ansteigenden Meeresspiegels um mehrere Meter, darunter die Überflutung weiter Teile von New York und New Orleans, ohne den realistischeren Zeithorizont anzugeben. Dies sei alarmistisch.
An britischen Schulen darf der Film seit Oktober 2007 nicht mehr unkommentiert vorgeführt werden. Ein Gericht befand den Film für fehlerbehaftet und verlangte von den Lehrern, bei einer Vorführung auf insgesamt neun vom Gericht benannte Fehler hinzuweisen, unter anderem darauf, dass das Abschmelzen der Gletscher in der Westantarktis und in Grönland nicht „in naher Zukunft“, wie im Film behauptet, die Meeresspiegel dramatisch ansteigen lasse, sondern eher in Jahrtausenden. Die Forderung der klagenden Eltern, den Film im Unterricht verbieten zu lassen, lehnte das Gericht jedoch mit der Begründung ab, der Film sei im Ganzen „weitgehend korrekt“.

## Besucherzahlen und Einspielergebnis
In den USA wurde der Film am 24. Mai 2006, dem Gedenktag Memorial Day, in New York und Los Angeles limitiert gestartet. An diesem Tag spielte er pro Kino 91.447 US-Dollar ein, der höchste Tagesumsatz, der jemals durch eine Dokumentation erzielt wurde. In Deutschland kam der Film am 12. Oktober 2006 in die Kinos.
In den USA hat der Film bislang 24 Millionen Dollar eingespielt. Weltweit wurden Einnahmen in Höhe von 49 Millionen Dollar erzielt. Dies macht Eine unbequeme Wahrheit zum dritterfolgreichsten Dokumentarfilm der Geschichte, nach Fahrenheit 9/11 und Die Reise der Pinguine.

## Verbreitung
Um das Thema des Klimawandels verstärkt im Unterricht zu behandeln, wurden in Zusammenarbeit mit dem WWF 2007 allein in Deutschland 6000 DVDs kostenlos an die Schulen verteilt. In der Schweiz hat eine Bürgerbewegung gegen den Klimawandel (myblueplanet) 1100 DVDs in einem DVD-Projekt kostenlos an die Bevölkerung verteilt. Dieses Projekt wird noch immer durch den daraus entstandenen Spin-off „Filme für die Erde“ weitergeführt. Mitte Oktober 2007 erwarb das spanische Umweltministerium 30.000 Kopien des Films von Paramount für 580.000 Euro, um diesen in spanischen Schulen zeigen zu dürfen.

## Trivia
Zur Bewerbung des Films wurde unter anderem ein Spot verwendet, welcher von Matt Groening realisiert wurde. Dieser zeigt Al Gore im Zeichentrickstil zusammen mit Bender, einer Figur aus Groenings Serie Futurama. Der Film selbst verwendet zur Erklärung der globalen Erwärmung eine Szene aus der Futurama-Episode Die stinkende Medaille der Umweltverschmutzung. Al Gore hat einen Gastauftritt in dieser Episode, jedoch nicht in der besagten Szene.
Auch mehrere Episoden der US-amerikanischen Zeichentrickserie South Park handeln von Al Gore. In Folge 145 mit dem Titel Mannbärschwein warnt Al Gore die Bevölkerung vor dem Schweinebärmann (man bear pig) – eine persiflierende Anspielung auf seine Warnungen vor der Globalen Erwärmung in seinen Vorträgen und im Kinofilm. In der Serie wurden häufiger Andeutungen auf die Warnungen von Klimaschutz-Organisationen gemacht. In den Folgen 239/240 treten Al Gore und das Mannbärschwein erneut auf, diesmal ist das Monster allerdings kein Hirngespinst Al Gores mehr, sondern bittere Realität geworden.
Matt Groening spielt im Kinofilm Die Simpsons – Der Film auf die Hebebühneszene aus diesem Film an. Lisa versucht, anhand einer Grafik die Verschmutzung des Sees Lake Springfield zu demonstrieren.

## Auszeichnungen
Academy Awards 2007
- Oscar für Davis Guggenheim in der Kategorie Bester Dokumentarfilm
- Oscar für Melissa Etheridge in der Kategorie Bester Song für das Lied „I Need to Wake up“

Grammy Award 2007
- Nominierung für Melissa Etheridge in der Kategorie Bester Filmsong für den Song „I Need to Wake up“

Producers Guild of America Awards 2007
- Stanley Kramer Award in der Kategorie Beste Dokumentation[16]

DUH-Umwelt-Medienpreis 2006
- Sonderpreis Film

Environmental Media Award 2006
- Kategorie Dokumentarfilm[17]

National Board of Review Award 2006
- NBR Award in der Kategorie Bester Dokumentarfilm

Satellite Awards 2006
- Nominierung in der Kategorie Bester Dokumentarfilm
- Satellite Award in der Kategorie Best Documentary DVD

### Preise von Filmkritiker-Vereinigungen
Daneben konnte der Film Auszeichnungen verschiedener lokaler Filmkritiker-Vereinigungen in der Kategorie Bester Dokumentarfilm gewinnen:
- New York Filmcritics Online 2007
- Chicago Film Critics Association Awards 2006
- Dallas-Fort Worth Film Critics Association Awards 2006
- Florida Film Critics Circle Awards 2006 (hier in der Kategorie  Best Non-Fiction Film)
- Los Angeles Film Critics Association Awards 2006
- San Francisco Film Critics Circle 2006
- Southeastern Film Critics Association Awards 2006
- Washington DC Area Film Critics Association Awards 2006

Eine detaillierte Auflistung weiterer Auszeichnungen findet sich in der IMDb.